# National Institute of Standards and Technology

Logo van NIST

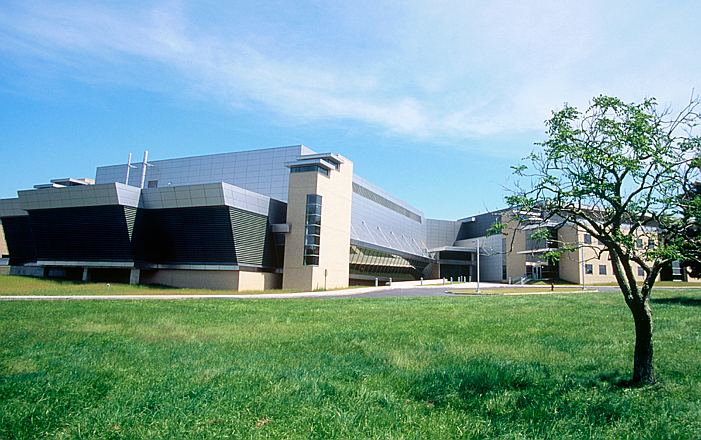
Avanced Measurement Laboratory (AML)

Het National Institute of Standards and Technology (NIST) is een wetenschappelijke instelling die onder de Amerikaanse federale overheid valt. Het NIST zet zich in voor standaardisatie in de wetenschap, zoals het definiëren van eenheden.
Het NIST werd in 1901 opgericht onder de naam National Bureau of Standards (NBS). In 1988 kreeg de instelling haar huidige naam.

## Verdeling
Het hoofdkantoor van NIST staat in Gaithersburg (Maryland), nabij de hoofdstad Washington D.C. Daarnaast heeft het NIST een vestiging in Boulder. Het lab in Boulder is vooral bekend van de atoomklok NIST-F1, die als referentie dient voor het bepalen van de nationale tijd.
Het NIST is intern onderverdeeld in:
- Engineering Laboratory (EL)
- Information Technology Laboratory (ITL)
- Material Measurement Laboratory (MML)
- Physical Measurement Laboratory (PML)
- Center for Nanoscale Science and Technology (CNST)
- NIST Center for Neutron Research (NCNR)

Daarnaast is het NIST verbonden met:
- Hollings Manufacturing Extension Partnership (HMEP), een landelijk netwerk van centra die kleine producenten ondersteunen.
- Technology Innovation Program (TIP)
- Malcolm Baldrige National Quality Award programma, de belangrijkste prijs voor business excellence in de Verenigde Staten.

## Comités
Het NIST kent zeven comités:
- Technical Guidelines Development Committee (TGDC)
- Advisory Committee on Earthquake Hazards Reduction (ACEHR)
- National Construction Safety Team Advisory Committee (NCST Advisory Committee)
- Information Security and Privacy Advisory Board (ISPAB)
- Visiting Committee on Advanced Technology (VCAT)
- Baldrige National Quality Program Board of Overseers (BNQP Board of Overseers)
- Manufacturing Extension Partnership National Advisory Board (MEPNAB)

## Standaarden
Het NIST voorziet bedrijven, academische instellingen, overheden en andere gebruikers van meer dan 1300 standaard referenties (SRM's). Deze referenties zijn gecertificeerd om te voldoen aan specifieke karakteristieken, en kunnen worden gebruikt als officiële referentie en kallibratiestandaard voor meetapparatuur, kwaliteitscontrole en experimenten.
Het NIST werkt tevens samen met het Technical Guidelines Development Committee aan het ontwikkelen van certificaties voor stemcomputers.

## Medewerkers
Tot op heden zijn drie onderzoekers van het NIST onderscheiden met de Nobelprijs voor de Natuurkunde:
- William D. Phillips in 1997
- Eric A. Cornell in 2001
- John L. Hall in 2005.

Andere noemenswaardige medewerkers van het NIST zijn:
- Milton Abramowitz
- James S. Albus
- Ferdinand Brickwedde
- Lyman James Briggs
- Edgar Buckingham
- John W. Cahn
- William Coblentz
- Ronald Colle
- Philip J. Davis
- Hugh L. Dryden
- Jack Edmonds
- Ugo Fano
- Charlotte Froese Fischer

- Tim Foecke
- Douglas Hartree
- Magnus Hestenes
- Cornelius Lanczos
- Wilfrid Mann
- William Meggers
- James G. Nell
- Ward Plummer
- Jacob Rabinow
- Richard Saykally
- Charlotte Moore Sitterly
- Irene Stegun
- Bill Stone

## Directeuren
Sinds 1989 wordt de directeur van het NIST aangewezen door de president van de Verenigde Staten, met instemming van de senaat. Tevens is sindsdien de gemiddelde lengte van een termijn gedaald van 11 naar 2 jaar.
Alle directeuren tot dusver zijn:
- Samuel W. Stratton, 1901-1922
- George K. Burgess, 1923-1932
- Lyman J. Briggs, 1932-1945
- Edward U. Condon, 1945-1951
- Allen V. Astin, 1951-1969
- Lewis M. Branscomb, 1969-1972
- Richard W. Roberts, 1973-1975
- Ernest Ambler, 1975-1989
- John W. Lyons, 1990-1993
- Arati Prabhakar, 1993-1997
- Raymond G. Kammer, 1997-2000
- Karen Brown (waarnemend directeur), 2000-2001
- Arden L. Bement Jr., 2001-2004
- Hratch Semerjian (acting director), 2004-2005
- William Jeffrey, 2005-2007
- James Turner (acting director), 2007-2008
- Patrick D. Gallagher, 2008- heden